# 阿尔图尔·奇林加罗夫
阿尔图尔·尼古拉耶维奇·奇林加罗夫（羅馬化：Artur Nikolayevich Chilingarov；1939年9月25日—2024年6月1日）是一位亚美尼亚裔俄罗斯极地探险家。他是俄罗斯科学院通讯院士，1986年被授予苏联英雄称号，2008年被授予俄罗斯联邦英雄称号。他是国家极地学院院长。奇林加罗夫是统一俄罗斯党成员；他于1993年至2011年担任国家杜马议员，自2016年起再次担任国家杜马议员，并于2011年至2014年担任联邦委员会图拉州代表。